# Maria de Jesus Caetano Freire
Maria de Jesus Caetano Freire (Freixiosa, Santa Eufémia (Penela), 20 de Junho de 1894 - Lisboa, 22 de Maio de 1981) foi a governanta de António de Oliveira Salazar.
Filha de Serafim Caetano e de Felicidade de Jesus, trabalhadores, nasceu no seio de uma pobre e numerosa família camponesa no lugar de Freixiosa da freguesia de Santa Eufémia, no concelho de Penela, distrito de Coimbra. Aos 31 anos foi servir os então professores catedráticos e amigos Manuel Gonçalves Cerejeira e António de Oliveira Salazar. Seguiu este último para Lisboa (ao mesmo tempo que o primeiro ocupava o lugar de cardeal-patriarca de Lisboa) e só o abandonou quando, aos 81 anos, o estadista morreu por doença.
Mulher de carácter duro e forte, austera e implacável, sempre atenta e de uma dedicação incondicional, foi intendente, organizadora das lides domésticas, secretária, portadora de recados e pedidos, mensageira de rumores e opiniões que só ela ousaria comunicar-lhe, conselheira e até enfermeira, nos seus últimos tempos de vida, do solitário governante.
Maria de Jesus nunca casou, nem teve filhos. Inversamente ao que se questiona nunca foi amante de Salazar.
Depois da morte do seu amo, foi viver para um pequeno apartamento que comprara em Benfica, e depois para um lar de idosos, em São João de Brito, Lisboa, onde faleceu em 1981.